# Sonates, duets i fantasies de Schubert
Les sonates, duets i fantasies de Schubert inclou totes les obres per a piano sol –excepte les danses soltes– del compositor austríac Franz Schubert. També inclou un nombre d'obres per a dos intèrprets: piano a quatre mans, o piano i un instrument de corda (violí o arpeggione).

## Sonates per a piano sol
Existeixen 24 sonates i fragments de sonata que apareixen llistats en la versió de 1978 del Catàleg Deutsch:
1. D 154, Sonata per a piano en mi major (1815, fragment; s'assembla al 1r moviment de la Sonata per a piano en mi major, D 157)
I. Allegro (fragment)
2. D 157, 	Sonata per a piano en mi major (1815, existeixen els primers tres moviments – inacabats)
I. Allegro ma no troppo
II. Andante
III. Menuetto. Allegro vivace – Trio
3. D 279, Sonata per a piano en do major (1815, existeixen el primers tres moviments – inacabats; el fragment de l'Allegretto en do major, D 346 probablement és el 4t moviment de la sonata)
I. Allegro moderato
II. Andante
III. Menuetto. Allegro vivace – Trio
IV. Allegretto (D 346, fragment)
4. D 459, Sonata per a piano en mi major (1816, en 2 moviments; també relacionada amb la D 459A, una sonata de 5 moviments o 5 peces per a piano, "Fünf Klavierstücke")
I. Allegro moderato
II. Scherzo. Allegro
5. D 459A,	Tres peces per a piano "Drei Klavierstücke" (1816?, també relacionades amb la D 459 per ser una sonata de 5 moviments o 5 peces per a piano "Fünf Klavierstücke")
I. Adagio
II. Scherzo. Allegro – Trio. Più tardo
III. Allegro patetico
6. D 537, Sonata per a piano en la menor (1817, publicada primer com a Op. posth. 164)
I. Allegro ma no troppo
II. Allegretto quasi andantino
III. Allegro vivace
7. D 557, Sonata per a piano en si♭ major (1817; no és clar que el 3r moviment, en mi♭ major, sigui el Finale de l'obra)
I. Allegro moderato
II. Andante
III. Allegro
8. D 566, Sonata per a piano en mi menor (1817, inacabada? – existeixen els primers tres moviments; el Rondó en mi major, D 506 és probablement el 4t moviment)
I. Moderato
II. Allegretto
III. Scherzo. Allegro vivace – Trio
IV. Rondó. Allegretto (D 506)
9. D 568, Sonata per a piano en re♭ major/mi♭ major (1817, 2 versions; per la 1a versió, l'Scherzo en re♭ major, D 593 núm. 2 possiblement constitueix el 3r moviment; el darrer moviment és un fragment; la NSA també afegeix un 1r moviment corregit de la 1a versió; la 2a versió fou publicada primer com a Op. posth. 122)
  - 1a versió, en re♭ major [formalment D 567]

I. Allegro moderato
II. Andante molto
III. Scherzo. Allegro moderato – Trio (D 593 núm. 2)
IV. Allegretto (fragment)
  - 2a versió, en mi♭ major

I. Allegro moderato
II. Andante molto
III. Menuetto. Allegro – Trio
IV. Allegro moderato
10. D 571, Sonata per a piano en fa# menor (1817, inacabada – existeix un fragment de l'"Allegro moderato" del 1r moviment. La peça per a piano en la major, D 604, un Andante, l'Scherzo en re major i l'Allegro en fa# menor, D 570, probablement van constituir els altres moviments de la sonata)
I. Allegro moderato (fragment)
II. Andante (D 604)
III. Scherzo. Allegro vivace – Trio (D 570)
IV. Allegro (D 570, fragment)
11. D 575, Sonata per a piano en si major (1817, publicada primer com a Op. posth. 147)
I. Allegro, ma no troppo
II. Andante
III. Scherzo. Allegretto – Trio
IV. Allegro giusto
12. D 613, Sonata per a piano en do major (1818, inacabats – existeixen fragments de dos moviments; l'Adagio en mi major, D 612 i el Minuet amb Trio D 600/610 possiblement constitueixen la resta de moviments)
I. Moderato (Fragment)
II. Adagio (D 612)
III. Menuetto – Trio (D 600/610)
IV. Sense indicació de tempo (fragment)
13. D 625, Sonata per a piano en fa menor (1818, inacabada – existeixen l'Scherzo amb Trio complet, i fragments de dos moviments "Allegro"; l'"Adagio" en re♭ major D 505 és probablement el 2n moviment) 
I. Allegro (fragment)
II. Adagio (D 505)
III. Scherzo. Allegretto – Trio
IV. Allegro (fragment)
14. D 655, Sonata per a piano en do# menor (1819, fragment)
I. Allegro (fragment)
15. D 664, Sonata per a piano en la major, Petita en la major (1819 o 1825, publicada primer com a Op. posth. 120)
I. Allegro moderato
II. Andante
III. Allegro
16. D 769A,	Sonata per a piano en mi menor [anteriorment D 994] (ca. 1823, fragment)
I. Allegro (fragment)
17. D 784, Sonata per a piano en la menor, Grande Sonate (1823, publicada primer com a Op. posth. 143)
I. Allegro giusto
II. Andante
III. Allegro vivace
18. D 840,	Sonata per a piano en do major, Reliquie (1825, inacabada – 1r i 2n moviments estan acabats; 3r i 4t moviments, només fragments)
I. Moderato
II. Andante
III. Menuetto. Allegretto – Trio (fragment)
IV. Rondó. Allegro (fragment)
19. D 845, Sonata per a piano en la menor (1825, publicada primer com a Op. 42)
I. Moderato
II. Andante poco mosso
III. Scherzo. Allegro vivace – Trio. Un poco più lento
IV. Rondó. Allegro vivace
20. D 850, Sonata per a piano en re major, Gasteiner (1825, publicada primer com a Op. 53)
I. Allegro
II. Con moto
III. Scherzo. Allegro vivace – Trio
IV. Rondó. Allegro moderato
21. D 894, Sonata per a piano en sol major, Fantasie (1826, publicada primer com a Op. 78; la NSA també afegeix una 1a versió del 2n moviment descartada)
I. Molto moderato e cantabile
II. Andante
III. Menuetto. Allegro moderato – Trio
IV. Allegretto
22. D 958, Sonata per a piano en do menor (1828)
I. Allegro
II. Adagio
III. Menuetto. Allegro – Trio
IV. Allegro
23. D 959, Sonata per a piano en la major (1828)
I. Allegro
II. Andantino
III. Scherzo. Allegro vivace – Trio. Un poco più lento
IV. Rondó. Allegretto
24. D 960, Sonata per a piano en si♭ major (1828)
I. Molto moderato
II. Andante sostenuto
III. Scherzo. Allegro vivace e contra delicatezza – Trio
IV. Allegro, ma no troppo

Possiblement hi ha també perdudes algunes sonates per a piano:
- D Anh. I/8, Sonata per a piano en fa major (1815, perduda o idèntica a D 157)
- D Anh. I/9, Sonata per a piano en fa major (1816, perduda o idèntica a D 459)
- D deest, Sonata per a piano en do# major (1825?, perduda o idèntica a D 568 1a versió)

Composicions per a piano que possiblement van ser preteses tan moviments de sonata del piano:
- D 277A,	Minuet en la menor amb trio en fa major per a piano (1815, alterna el 3r moviment de la Sonata per a piano en do major, D 279)
- D 346, Allegretto en do major per a piano (1816?, fragment; probablement el 4t moviment de la Sonata per a piano en do major, D 279)
- D 505, Adagio en re♭ major per a piano (1818?, probablement el 2n moviment de la inacabada Sonata per a piano en fa menor, D 625; publicada primer en mi major en un forma abreujada com a Op. posth. 145 núm. 1)
- D 506, Rondó en mi major per a piano (1817?, probablement el 4t moviment de l'inacabada? Sonata per a piano en mi menor, D 566; publicada primer com a Op. posth. 145 núm. 2)
- D 570, Scherzo en re major i Allegro en fa# menor per a piano (1817?, l'"Allegro" és un fragment; aquests eren probablement el 3r i 4t moviments, respectivament, de la Sonata per a piano inacabada en fa# menor, D 571)
- D 593, Dos Scherzi per a piano (1817): núm. 2, Allegro moderato en re♭ major (possiblement el 3r moviment de la Sonata inacabada en re♭ major, D 568 [1a versió, anteriorment D 567])
- D 600, Minuet en do# menor per a piano (1814?; El Trio en mi major, D 610 era probablement pretès per aquest Minuet; dins girar el Minuet amb Trio D 600/610 en tàndem possiblement constituir el 3r moviment de la Sonata per a piano inacabada en do major, D 613)
- D 604, peça per a piano en la major (1816 o 1817; també apareix tan "Andante en la major"; probablement el 2n moviment de la Sonata per a piano inacabada en fa# menor, D 571)
- D 610, Trio en mi major per a piano, per ser considerat com el fill perdut d'un minuet (1818, aquest Trio era probablement pretès pel Minuet en do# menor, D 600; dins girar el Minuet amb Trio D 600/610 en tàndem possiblement constituir el 3r moviment de la Sonata per a piano inacabada en do major, D 613)
- D 612, Adagio en mi major per a piano (1818, probablement el 2n moviment de la Sonata per a piano inacabada en do major, D 613)

### Distinció entre sonates per a piano completes i incompletes

#### Sonates completes
Aquestes obres són completes i sempre han estat considerades així:
- D 537, Sonata per a piano en la menor (1817, publicada primer com a Op. posth. 164)
- D 568, Sonata per a piano mi♭ major (1825-1826?, 2a versió; publicada primer com a Op. posth. 122)
- D 575, Sonata per a piano en si major (1817, publicada primer com a Op. posth. 147)
- D 664, Sonata per a piano en la major, Petita en la major (1819 o 1825, publicada primer com a Op. posth. 120)
- D 784, Sonata per a piano en la menor, Grande Sonate (1823, publicada primer com a Op. posth. 143)
- D 845,	Sonata per a piano en la menor (1825, publicada primer com a Op. 42)
- D 850,	Sonata per a piano en re major, Gasteiner (1825, publicada primer com a Op. 53)
- D 894, Sonata per a piano en sol major, Fantasie (1826, publicada primer com a Op. 78)
- D 958,	Sonata per a piano en do menor (1828)
- D 959,	Sonata per a piano en la major (1828)
- D 960,	Sonata per a piano en si♭ major (1828)

#### Possibles sonates completes
Les següents obres són considerades completes o incompletes, segons la font:
- D 157, Sonata per a piano en mi major (1815, tres moviments existeix)
- D 459 i D 459A, Sonata per a piano en mi major (1816 i 1816?; D 459 és una Sonata dins dos moviments; és normalment relacionat amb les "Tres peces per a piano" ["Drei Klavierstücke"], D 459 Un per tenir qualsevol una cinc sonata de moviment o l'obra mentre va aparèixer en la seva primera edició: "Cinc peces per a piano" ["Fünf Klavierstücke"])
- D 557, Sonata per a piano en si♭ major (1817; no hi ha completar certesa que el 3r moviment, en mi♭ major, és el Finale de l'obra)
- D 566, Sonata per a piano en mi menor (1817, inacabat? – Primers tres moviments són existeix; el Rondó en mi major, D 506 és probablement el 4t moviment)

#### Sonates i fragments de sonata incompletes
Poden ser dividits en les següents categories:
- Sonates inacabades amb certesa en tots els moviments previstos

Allà ha sens dubte sobre els moviments Schubert pretès per la sonata següent:
- D 840, Sonata per a piano en do major, Reliquie (1825, inacabat – primer i segons moviments són complets; tercer i quarts moviments són fragments)

- Sonates inacabades que tenen moviments independents associats a ella

Les següents cinc obres són inacabades, però hi ha moviments independents (complets o fragments) que generalment s'accepta que formen part de la seva estructura:
- D 279, Sonata per a piano en do major (1815, primers tres moviments – inacabats existeix; l'Allegretto en do major, D 346 fragment és probablement el 4t moviment)
- D 568, Sonata per a piano en re♭ major (1817, 1a versió; el durar el moviment és un fragment; el Scherzo en re♭ major, D 593 núm. 2 possiblement constitueix el 3r moviment)
- D 571, Sonata per a piano en fa# menor (1817, fragment – inacabat d'un "Allegro moderato" 1r moviment existeix. La peça per a piano en la major, D 604, un Andante, així com el Scherzo en re major i Allegro en F-fragment menor agut de D 570 probablement constituir els moviments restants)
- D 613, Sonata per a piano en do major (1818, els fragments – inacabats de dos moviments són existeix; el Adagio en mi major, D 612 així com el Minuet amb Trio D 600/610 possiblement constituir els moviments restants)
- D 625, Sonata per a piano en fa menor (1818, inacabada – un Scherzo amb Trio completat, i existeixen fragments de dos "Allegro"; el Adagio en re♭ major, D 505 és probablement el 2n moviment)

- Les sonates inacabades que consisteixen d'un moviment sol, incomplet

Les tres obres següents són incompletes i sempre s'han considerat així; només un fragment del 1r moviment existeix en cada cas:

- D 154, Sonata per a piano en mi major (1815, fragment; versió primerenca del 1r moviment de la Sonata per a piano en mi major, D 157)
- D 655, Sonata per a piano en do# menor (1819, fragment)
- D 769A, Sonata per a piano en mi menor [anteriorment D 994] (ca. 1823, fragment)

### Numeració de les Sonates per a piano
Per a les Sonates per a piano, no hi ha cap sistema de numeració uniforme. Hi ha diverses raons que ho justifiquen com, per exemple, que no hi ha consens pel que fa a la inclusió de moviments independents que són part de sonates incompletes o inacabades. Aquest assumpte ha provat per ser un problema als experts i als intèrprets de les obres, que han de decidir quins d'aquests moviments haurien de ser inclosos amb certesa en una sonata. En alguns casos, també és necessari determinar l'ordre en que han de ser presentats.
Un sistema de numeració comú que apareix en els enregistraments i en algunes pàgines web contempla 21 sonates:
1. D 157
2. D 279 ('Inacabada')
3. D 459
4. D 537, Op. posth. 164
5. D 557
6. D 566
7. D 567
8. D 571 (fragment; incloent-hi diversos altre moviments)
9. D 575, Op. posth. 147
10. D 613 (fragment)
11. D 625
12. D 655 (fragment)
13. D 664, Op. 120
14. D 784, Op. posth. 143
15. D 840 ('Relique')
16. D 845, Op. 42
17. D 850, Op. 53 ('Gasteiner')
18. D 894, Op. 78 ('Fantasia')
19. D 958
20. D 959
21. D 960

#### Edicions no numerades
Les següents dues edicions de les sonates per a piano de Schubert són incompletes i s'abstenen de proporcionar un sistema de numeració:
- Edició Peters – Sonaten für Klavier zu 2 Handen (Leipzig: C.F. Peters, 1970-1974): una edició dins dos volums que inclou onze sonates completes (D 537, D 568 2a versió, D 575, D 664, D 784, D 845, D 850, D 894, D 958, D 959, D 960)
- Schirmer Edició – Deu sonates per a pianoforte (Nova York: G. Schirmer, 1906): una edició dins un volum que inclou deu sonates completes (D 537, D 568 2a versió, D 575, D 664, D 784, D 845, D 850, D 958, D 959, D 960)

L'edició següent de les sonates per a piano de Schubert és completa, però s'absté de proporcionar un sistema de numeració:
- G. Henle Verlag – Klaviersonaten (München: G. Henle, 1979-1989): un urtext edició dins tres volums que inclou totes les sonates completes, tot sonates inacabades, i tots els moviments independents generalment associats amb aquestes obres inacabades (D 154, D 157, D 279/346/(277A), D 459/459A, D 537, D 557, D 566/506, D 568 1r i 2es versions, D 571/604/570, D 575, D 613/612, D 625/505, D 655, D 664, D 769A, D 784, D 840, D 845, D 850, D 894, D 958, D 959, D 960). Volums jo i II vam ser editats per Paul Mies i fingered per Hans-Martin Theopold. III de volum va ser editat i fingered per Paul Badura-Skoda. Inclou totes les sonates inacabades i els moviments independents van associar amb ells, amb conclusions per Badura-Skoda de tots els fragments a excepció de D 154, D 655 i D 769A. Mentre les sonates en aquest durar el volum porta una numeració d'1-10, això no és un sistema de numeració de la sortida de sonata sencera, donat que els primers dos volums assignen números 1-11 a les obres contenen.

#### Edicions numerades
- Breitkopf & Härtel Franz Schubert Werke: Kritisch durchgesehene Gesammtausgabe – Serie 10: Sonaten für Pianoforte (Leipzig: Breitkopf & Härtel, 1888). Una edició dins un volum que inclou quinze sonates per a piano:[4]
- # D 157
- # D 279
- # D 537
- # D 557
- # D 566 (1r moviment únic)
- # D 568 2a versió
- # D 575
- # D 664
- # D 784
- # D 845
- # D 850
- # D 894
- # D 958
- # D 959
- # D 960

Això era la primera publicació que va reclamar per imprimir el conjunt complet de sonates per a piano de Schubert. Aquesta edició ha estat reimpresa des de 1970 cap endavant per Publicacions de Dover. International Music Score Library Project (IMSLP) té facsímils de moltes de les sonates segons aquesta primera edició, incloent la numeració X,1 – X,2 – etc. En la partitura.
- Wiener Urtext Edició (Schott/Edició Universal) Franz Schubert: Sonates Completes. Una edició dins tres volums que inclou totes les sonates completes, tot sonates inacabades, i tots els moviments independents generalment associats amb aquestes obres inacabades:[5]
  - Vol. 1
    - SSonate Nr. en 1 mi major, D 157
    - Sonate Nr. 2 do major D 279
    - Sonate Nr. 3 mi major D 459
    - Sonate Nr. 4 la menor D 537
    - Sonate Nr. 5 la♭ major D 557
    - Sonate Nr. 6 mi menor D 566
    - Sonate Nr. 7 re♭ major D 567
    - Sonate Nr. 8 mi♭ major D 568
    - Fragment mi major D 154
    - Menuetto la menor D 277A

  - Vol. 2
    - Sonate Nr. 9 fa# major D 571
    - Sonate Nr. 10 si major D 575
    - Sonate Nr. 11 do major D 613
    - Sonate Nr. 12 fa menor D 625
    - Sonate Nr. 13 la major D 664
    - Sonate Nr. 14 la menor D 784
    - Sonate Nr. 15 do major D 840
    - Sonate Nr. 16 la menor D 845
    - Fragment Sonate do# menor D 655
    - Fragment Sonate mi menor D 769A

  - Vol. 3
    - Sonate Nr. 17 re major D 850
    - Sonate Nr. 18 sol major D 894
    - Sonate Nr. 19 do menor D 958
    - Sonate Nr. 20 la major D 959
    - Sonate Nr. 21 si♭ major D 960

Les diferències úniques amb el damunt "anunci" 21 sonates que numeren el sistema és en la gamma 8–12 (començant amb sí o no 567/568 és comptat mentre un o dues sonates, i acabant on el D 655 fragment és inclòs o va deixar fora). Va ser editat de les fonts i proporcionat amb commentary i fingering per Martino Tirimo.
- Neue Schubert-Ausgabe, en VII de volums/2, 1–3:[6]
- # Sonata per a piano en mi major, D 157
- # Sonata per a piano en do major, D 279
- # Sonata per a piano en mi major, D 459
- # Sonata per a piano en la menor, D 537
- # Sonata per a piano en si♭ major, D 557
- # Sonata per a piano en mi menor, D 566
- # Un. Sonata per a piano en re♭ major, D 568 – b. Sonata per a piano en mi♭ major, D 568
- # Scherzo I allegro D 570
- # Sonata per a piano en si major, D 575
- # Sonata per a piano en fa menor, D 625
- # Sonata per a piano en la major, D 664
- # Sonata per a piano en la menor, D 784
- # Sonata per a piano en do major, D 840
- # Sonata per a piano en la menor, D 845
- # Sonata per a piano en re major, D 850
- # Sonata per a piano en sol major, D 894
- # Sonata per a piano en do menor, D 958
- # Sonata per a piano en la major, D 959
- # Sonata per a piano en si♭ major, D 960

A part de croquis preliminars D 309A'alguns D 571el D 505amunt, també seguint composicions D 613e piano incomplet són impreses en els apènD 655ixs D 154'aquests volums: D , D , D , D , D , D i D D 769A.

#### Altres sistemes de numeració
A més dels sistemes de numeració trobats en les edicions citades anteriorment, se'n pot afegir una altra. Aquest sistema de numeració es pot trobar dins dues pàgines web:
- "Schubert: Catalogo delle composizioni" a flaminioonline.it
- "Franz Schubert Catàleg: 610 - Oeuvres pour piano" a musiqueorguequebec.ca

Aquest és un sistema en el que les 23 sonates i els fragments són numerats. En aquest sistema la D 769A està numerada com a Núm. 4.

## Fantasies per a piano sol
- D 2 E, Fantasia en do menor per a piano [anteriorment D 993] (1811)
- D 605, Fantasia en do major per a piano (1821-23, fragment)
- D 605A, Fantasia en do major per a piano, Grazer Fantasie (1818?)
- D 760, 	Fantasia en do major per a piano, Wanderer Fantasia (1822, publicada primer com a Op. 15)

I. Allegro con fuoco ma no troppo
II. Adagio
III. Presto
IV. Allegro
- D 894, Sonata per a piano en sol major, Fantasie (1826, primer publicada com a Op. 78; NSA també afegeix una 1a versió descartada del segon moviment)
I. Molto moderato e cantabile
II. Andante
III. Menuetto. Allegro moderato – Trio
IV. Allegretto
- D Anh. I/10, Fantasia en mi bemoll major per a piano (1825?, perduda).

## Sonates i Fantasies per a piano a quatre-mans
- D 1, Fantasia en sol major per a duet de piano (1810, també existeix una primera versió del "Finale" descartada).
I. Adagio - Allegro
II. Presto - Allegretto
III. Finale: Allegro maestoso (un alternatiu discarded primera versió del Finale també existeix)
- D 1B, Fantasia en sol major per a duet de piano (1810 o 1811, fragment)
- D 1C, Sonata en fa major per a duet de piano (1810 o 1811, el fragment del primer moviment existeix)
- D 9, Fantasia en sol menor per a duet de piano (1811)
- D 48, Fantasia en do menor per a duet de piano, Grande Sonate (1813, 2 versions)
- D 608, Rondó en re major per a duet de piano, Notre amitié est invariable (1818, 2 versions; 2a versió primer publicada com a Op. posth. 138)
- D 617, Sonata en si bemoll major per a duet de piano (1818, publicada primer com a Op. 30)
- D 812, Sonata en do major per a duet de piano, Magnífic Duo (1824, publicada primer com a Op. posth. 140)
- D 940, Fantasia en fa menor per a duet de piano (1828, publicada primer com a Op. 103)
- D 947, Allegro en la menor per a duet de piano, Lebensstürme (1828, publicada primer com a Op. posth. 144)
- D 951, Rondó en la major per a duet de piano, Magnífic Rondeau (1828, publicada primer com a Op. 107)
- D 968, Allegro moderato en do major i Andante en la menor per a duet de piano, Sonatine (entre 1815 i 1819?)
- D 968A, Introducció, Quatre Variacions sobre un tema original i Finale en si bemoll major per a duet de piano [anteriorment D 603] (la data desconeguda, publicada primer com a Op. posth. 82 núm. 2)

## Sonates i duets per a piano i un instrument

### Violí i piano
- Tres Sonatinas per a violí i piano, Op. 137.
  - Sonatina en re major, D 384 (Op. 137 No. 1)
  - Sonatina en la menor, D 385 (Op. 137 No. 2)
  - Sonatina en sol menor D 408 (Op. 137 No. 3)
- Sonata en la major per a violí i piano, D. 574 (Op. 162), "Gran Duet".
- Rondó (Brillant) en si menor per a violí i piano, D 895 (Op. 70)
- Fantasia en do major per a violí i piano, D 934 (Op. 159)

### Arpeggione i piano
- Sonata en la major per Arpeggione i piano, D 821

### Flauta i piano
- Introducció i variacions, D 802, per a flauta i piano

## Sonates per a tres intèrprets
- Trio en si bemoll major per a violí, violoncello i piano, D 28 , un.k.Un. Sonatensatz (Moviment de sonata): un "Allegro" el moviment va compondre dins 1812 existeix

Cap dels altres trios compostos per Schubert tenen la indicació de sonata.

## Partitures
- Schubert-Autògrafs Arxivat 2015-02-17 a Wayback Machine. de l'Acadèmia Austríaca de les Ciències
- Category:Schubert, Franz a IMSLP
- Franz Schubert's Werke: Kritisch durchgesehene Gesammtausgabe (= Alte Gesamtausgabe = AGA):[8]
  - Julius Epstein (ed.) Serie 10: Sonaten für Pianoforte. Leipzig: Breitkopf & Härtel, 1888.
    - (replication): Franz Schubert. Complete Sonatas for Pianoforte Solo. Nova York: Dover Publications, 1970. ISBN 0-486-22647-6

  - Julius Epstein (ed.) Serie 11: Phantasie, Impromptus und andere Stücke für Pianoforte. Leipzig: Breitkopf & Härtel, 1888.
  - Eusebius Mandyczewski (ed.) Serie 21: Supplement: Instrumentalmusik; Gesangsmusik. Leipzig: Breitkopf & Härtel, 1897.
  - Julius Epstein, Eusebius Mandyczewski (eds.) Revisionsbericht - Serie X: Sonaten für Pianoforte. Leipzig: Breitkopf & Härtel, 1893
  - Julius Epstein, Eusebius Mandyczewski (eds.) Revisionsbericht - Serie XI: Phantasie, Impromptus und andere Stücke für Pianoforte. Leipzig: Breitkopf & Härtel, 1894
  - Revisionsbericht - Serie XXI: Supplement. Leipzig: Breitkopf & Härtel
- Henle (Urtext Edition):
  - Paul Mies (ed.) Piano Sonatas, Volume I Arxivat 2018-03-08 a Wayback Machine.. 1971.
  - Paul Mies (ed.) Piano Sonatas, Volume II Arxivat 2018-03-08 a Wayback Machine.. 1973.
  - Paul Badura-Skoda (ed.) Piano Sonatas, Volume III (Early and Unfinished Sonatas) Arxivat 2018-03-07 a Wayback Machine.. 1997.
- Wiener Urtext Edition:
  - Martino Tirimo (ed.) Franz Schubert: The Complete Piano Sonatas. 1997.
    - Vol. 1 ISMN 979-0-50057-223-7 ISBN 978-3-85055-584-5
    - Vol. 2 ISMN 979-0-50057-224-4 ISBN 978-3-85055-552-4
    - Vol. 3 ISMN 979-0-50057-225-1 ISBN 978-3-85055-553-1

  - Paul Badura-Skoda (ed.)
    - Franz Schubert: Fantasy C major "Wanderer-Fantasie" ISMN 979-0-50057-009-7 ISBN 978-3-85055-009-3
- Franz Schubert: Neue Ausgabe sämtlicher Werke (= Neue Gesamtausgabe = NGA = Neue Schubert-Ausgabe = NSA = New Schubert Edition = NSE):
  - Walburga Litschauer (ed). Series VII Part 2 Volume 1: Klaviersonaten I. Kassel: Bärenreiter, 2000. ISMN 9790006497119
  - Walburga Litschauer (ed). Series VII Part 2 Volume 2: Klaviersonaten II. Kassel: Bärenreiter, 2003. ISMN 9790006497195
  - Walburga Litschauer (ed). Series VII Part 2 Volume 3: Klaviersonaten III. Kassel: Bärenreiter, 1996. ISMN 9790006472475
  - David Goldberger (ed). Series VII Part 2 Volume 4: Klavierstücke I. Kassel: Bärenreiter, 1988. ISMN 9790006472208
  - Christa Landon and Walther Dürr (eds). Series VII Part 2 Volume 5: Klavierstücke II. Kassel: Bärenreiter, 1984. ISMN 9790006472161
  - Alfred Mann (ed). Series VIII Volume 2: Schuberts Studien. Kassel: Bärenreiter, 1986. ISMN 9790006472192

## Llistes de composicions (piano) de Schubert
- (alemany) Otto Erich Deutsch. Franz Schubert, thematisches Verzeichnis seiner Werke in chronologischer Folge (New Schubert Edition Series VIII Supplement, Volume 4). Kassel: Bärenreiter, 1978. ISMN 9790006305148 – ISBN 9783761805718
  - Aderhold, Werner (ed.) Franz Schubert: Deutsch-Verzeichnis – Studienausgabe. Kassel: Bärenreiter, 2012. ISMN 9790006315864 – ISBN 9783761812587
  - Franz Schubert, Thematisches Verzeichnis seiner Werke in chronologischer Folge còpia on-line a archive.org
- Schubert Database by Neue Schubert-Ausgabe
- List of works by Franz Schubert a International Music Score Library Project
- (francès) Franz Schubert Catalogue: 610 - Oeuvres pour piano a musiqueorguequebec.ca
- (italià) Franz SCHUBERT: Catalogo delle composizioni a flaminioonline.it

## Altres fonts
- Eva Badura-Skoda i Peter Branscombe. Schubert Studies: Problems of Style and Chronology. Cambridge University Press, 1982.
- Brian Newbould. Schubert: The Music and the Man. University of California Press, 1999.
- Reinhard Van Hoorickx. "Franz Schubert (1797-1828) List of the Dances in Chronological Order" a Revue belge de Musicologie/Belgisch Tijdschrift voor Muziekwetenschap, Vol. 25, No. 1/4 (1971)
- Reinhard Van Hoorickx. "Thematic Catalogue of Schubert's Works: New Additions, Corrections and Notes" a Revue belge de Musicologie/Belgisch Tijdschrift voor Muziekwetenschap, Vol. 28/30, (1974-1976)